# Anagyrus montivagus
Anagyrus montivagus är en stekelart som först beskrevs av De Santis 1964.  Anagyrus montivagus ingår i släktet Anagyrus och familjen sköldlussteklar. Inga underarter finns listade i Catalogue of Life.